# Kiesow
Kiesow ([ˈki:so:] ) ist ein deutscher Familienname.

## Herkunft und Bedeutung
Der Familienname Kiesow ist ein Herkunftsname, das heißt, der erste Namensträger stammte aus Groß Kiesow oder Klein Kiesow im heutigen Landkreis Vorpommern-Greifswald in Mecklenburg-Vorpommern.
Das Stadtbuch des unweit von Groß Kiesow gelegenen Greifswald notiert im Jahr 1302, dass ein Henricus de Kisov, also ein Heinrich von Kisov, in der Brüggestraße ein Haus gebaut hat. Um den neuen Greifswalder Bürger Heinrich deutlich von anderen gleichen Namens unterscheiden zu können, hatte man seinem Rufnamen den Namen seines Heimatortes angefügt. Heinrich – oder vielleicht schon sein Vater – kam aus dem nicht weit entfernten Dorf Kysow, sein Beiname war also ein Herkunftsname. 1309 ist Heinrich als Hinricus Kysow bezeugt und 1310 als Hynricus Kisow. Das „von“ vor dem Beinamen Kisow war verschwunden; aus dem Herkunftsnamen war ein Familienname geworden.
Im Greifswalder Stadtbuch (1291–1332) werden neben Heinrich Kisow und seiner Familie noch andere Bürger mit dem Zunamen Kisow erwähnt: Thidericus (Dietrich) Kisow, Albertus und Hennekinus (Johannes). Dietrich war der Bruder von Albert und Johannes, die schon 1312 bzw. 1318 starben und um deren Kinder er sich kümmerte. Ob der oben genannte Heinrich ebenfalls ein Bruder Dietrichs war, lässt sich nicht ermitteln. Heinrich und Dietrich erscheinen als respektierte, vertrauenswürdige Bürger, die auch öffentliche Aufgaben wahrnahmen. Vielleicht wurden sie schon in Greifswald geboren und ihr Vater war der risikobereite Bauernsohn aus Magna Kysow (Groß Kiesow), der von dort in die neue Stadt in der Nachbarschaft aufbrach.
Für die Zeit nach 1332, dem Jahr der letzten Einträge im Stadtbuch, gibt es Nachrichten im Greifswalder Obligationenbuch (1349–1371). Hier ist der Bäcker Johann Kisow 1359 in der Kuhstraße an der Ecke zum Mühlentor bezeugt und Dietrich Kisow 1362 in der Brüggstraße. – Auch die nächste Generation der Kiesows hatte sich also in Greifswald etabliert.
Das Dorf Kiesow wurde 1248 unter dem Namen Skysogh erstmals in einer Urkunde des Herzogs Wartislaw von Pommern erwähnt. Dieser bestätigte dem Zisterzienserkloster Eldena bei Greifswald den Besitz des Gebietes, das dem Kloster von seinen Eltern geschenkt worden war. Der Klosterbesitz grenzte an die Gemarkung von Skysogh.

Lage der Gemeinde Groß Kiesow

Groß Kiesow ist 1321 in einer Urkunde als Magna Kysow bezeugt. Der herzogliche Marschall Johann Behr verkaufte einem Greifswalder Ratsherrn Grundeigentum in sieben Dörfern, darunter acht Hufen in villa Magna Kysowe, acht Hofstellen mit dem dazugehörenden Ackerland in Groß Kiesow.
Klein Kiesow, heute ein Ortsteil von Groß Kiesow, erscheint 1387 zum ersten Mal als parva Kysow in einer Urkunde aus dem Bestand der Greifswalder Marienkirche. Als einer der vier in der Urkunde genannten Zeugen wird Heyno von Wezlin auf parva kysow genannt, der Besitzer eines Hofes in Klein Kiesow.
Wie kam es dazu, dass es zwei Dörfer mit dem Namen Kiesow gibt, die ganz dicht beieinanderliegen? – Nach der um das Jahr 400 einsetzenden Abwanderung germanischer Volksstämme aus dem Osten bildeten Elbe und Saale für einige Jahrhunderte die Grenze zwischen Deutschen und Slawen. Das änderte sich mit einer im 12. Jahrhundert beginnenden neuen Phase der deutschen Ostkolonisation. In Pommern erreichte die von den Herzögen aus dem slawischen Fürstengeschlecht der Greifen geförderte deutsche Besiedlung im 13. Jahrhundert ihren Höhepunkt. Die Herzöge gründeten Städte und unterstützten Klöster, denen die Kolonisierung wüster (weder besiedelter noch landwirtschaftlich genutzter) Landstriche durch deutsche Einwanderer zur Pflicht gemacht wurde. Die Siedler kamen aus übervölkerten Gebieten im Westen in den dünn besiedelten Osten, weil man ihnen hier Land gab und eine bessere Rechtsstellung als in der alten Heimat.
Die ansässige slawische Bevölkerung wurde in der Regel nicht vertrieben oder unterdrückt. Die Siedler legten für die Leute ihrer Rechts- und Wirtschaftsordnung neue Dörfer an. So entstand neben der älteren, slawischen Siedlung Klein Kiesow mit Groß Kiesow das Dorf der deutschen Siedler. Der Ortsname geht auf den slawischen Wortstamm für die Verben „gären“, „faulen“, „sauer werden“ zurück. Der Boden im Siedelland war also feucht und sauer.

## Häufigkeit
Nach Auskunft der Deutschen Gesellschaft für Namenforschung (GfN) e. V. (vormals Gesellschaft für Namenkunde e. V.) in Leipzig ist der Familienname Kiesow „recht häufig“: unter 40 Millionen Telefonteilnehmern in Deutschland erscheint er über 600-mal, während die normale Verbreitung eines Familiennamens zwischen 400- und 500-mal liegt. Im Norden Deutschlands ist der Name häufiger anzutreffen als in Süddeutschland.
Außer in Deutschland gibt es in den Vereinigten Staaten eine ein paar Hundert Familien umfassende Verbreitung des Familiennamens Kiesow.

## Namensträger
Kiesow ist der Familienname folgender Personen:
- Brigitte Kiesow (* 1957), deutsche Ruderin
- Doris Kiesow (1902–1973), deutsche Schauspielerin
- Ernst-Rüdiger Kiesow (1926–2003), deutscher evangelischer Theologe
- Florian Kiesow (* 1992), deutscher Webvideoproduzent, siehe Varion
- Gerhard Kiesow (1934–2014), deutscher Apotheker und Historiker
- Gottfried Kiesow (1931–2011), deutscher Denkmalpfleger, Gründer der Deutschen Stiftung Denkmalschutz, Ehrenbürger diverser Städte und Gemeinden
- Paul Schulz-Kiesow (1894–1964), deutscher Ökonom und Verkehrswissenschaftler
- Rainer Maria Kiesow (* 1963), deutscher Jurist und Rechtstheoretiker
- Rolf Hammel-Kiesow (1949–2021), deutscher Historiker
- Ulrich Kiesow (1949–1997), deutscher Autor und Übersetzer von Fantasy-Romanen und Rollenspielen
- Wilhelm Kiesow (1881–1938), deutscher Reichsgerichtsrat

In Görlitz gibt es einen Gottfried-Kiesow-Platz, in Zittau einen ebenfalls nach Gottfried Kiesow benannten Prof.-Kiesow-Weg. Die Kiesowstraße in Augsburg wurde nach dem Stifter Heinrich Ludwig von Kiesow (1792–1885) benannt (wobei es sich bei dem Wort „von“ in dessen Namen jedoch nicht um einen Hinweis auf einen Herkunftsnamen, sondern um eine Nobilitierung handelt).